# Ross Reynolds
 Ross John Reynolds, né le 27 septembre 1958 à Orange (Nouvelle-Galles du Sud, Australie), est un ancien joueur de rugby à XV qui a joué avec l'équipe d'Australie.  Il évoluait au poste de troisième ligne centre ou deuxième ligne.  

## Carrière
Il a eu sa première sélection avec l'équipe d'Australie le 9 juin 1984 contre l'équipe des Fidji. Son dernier test match fut contre le Japon,  le 3 juin 1987 dans le cadre de la coupe du monde de rugby 1987.
Après sa carrière de joueur il a entraîné des équipes de rugby, en particulier celle de l'université de Sydney, les Rotherham Titans et les Llanelli Scarlets.

## Palmarès
- Nombre de test matchs avec l'Australie :  10